# Morón de la Frontera
Pour les articles homonymes, voir Moron.
Morón de la Frontera est une commune située dans la province de Séville de la communauté autonome d’Andalousie en Espagne.

## Géographie

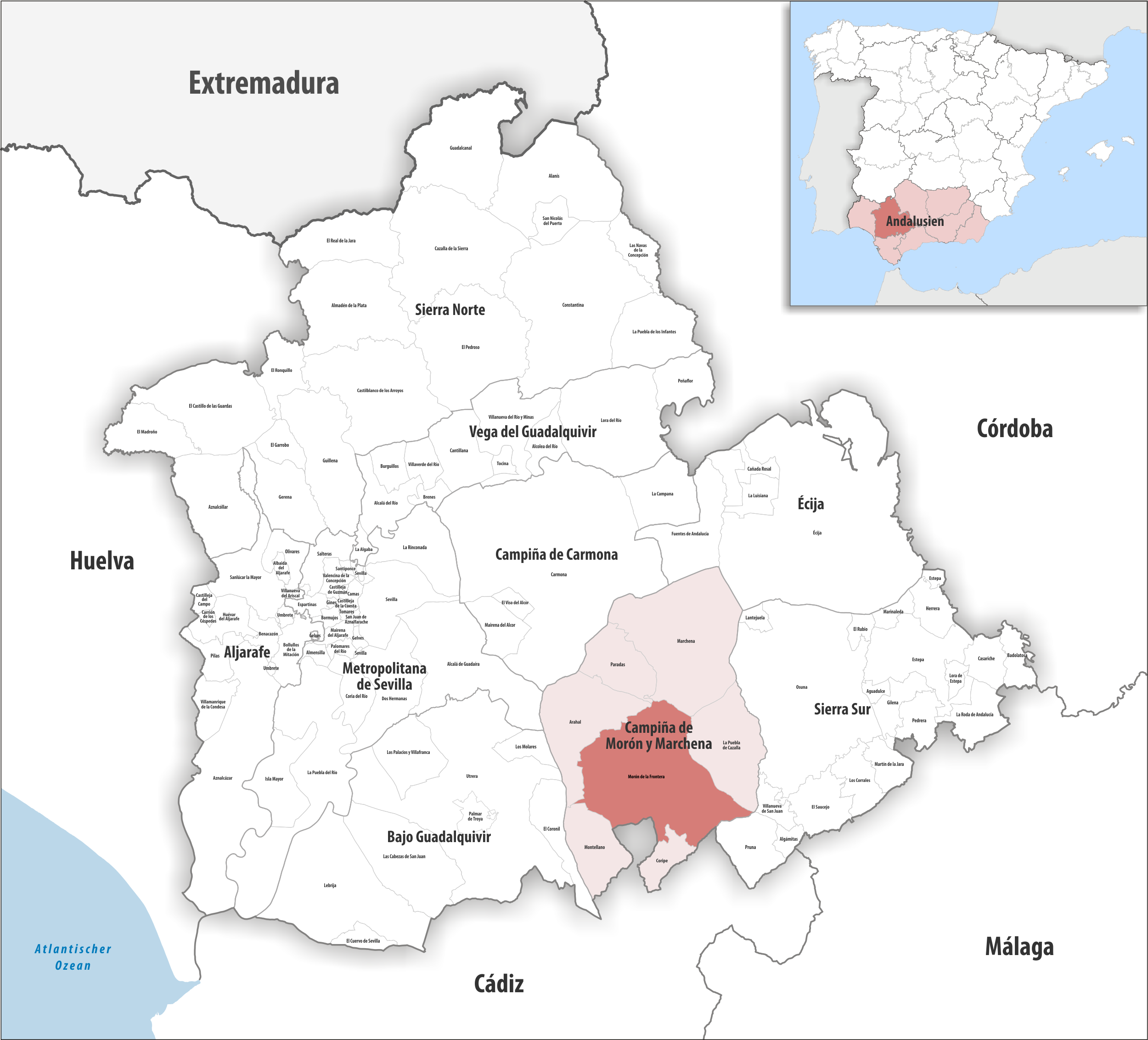
Morón de la Frontera dans la comarque Campiña de Morón et Marchena, province de Séville / en Andalousie

### Localisation
La commune de Morón de la Frontera est dans la comarque Campiña de Morón et Marchena, sur le bord sud de la province de Séville ; elle jouxte la province de Cadix au sud.
Malaga est à 136 km sud-est ;
Marbella à 148 km sud-est ;
Algésiras à 188 km sud ;
Gibraltar à 200 km sud ;
Jerez de la Frontera à 96 km sud-ouest ;
Cadix à 125 km sud-ouest ;
Séville à 63 km ouest-nord-ouest.

### Généralités
En 2011 on comptait 28 489 habitants. Son territoire communal a une surface de 431,94 km2, une densité de 65,96 hab/km2, elle est située à une hauteur moyenne de 297 msnm et à 67 kilomètres de Séville, chef lieu départemental.
La base aérienne de Morón est une base américaine qui fait partie des 5 bases américaines sur le sol espagnol du temps du régime du président Franco ; elle porte le nom du village mais se trouve sur la municipalité voisine de Arahal.

## Histoire

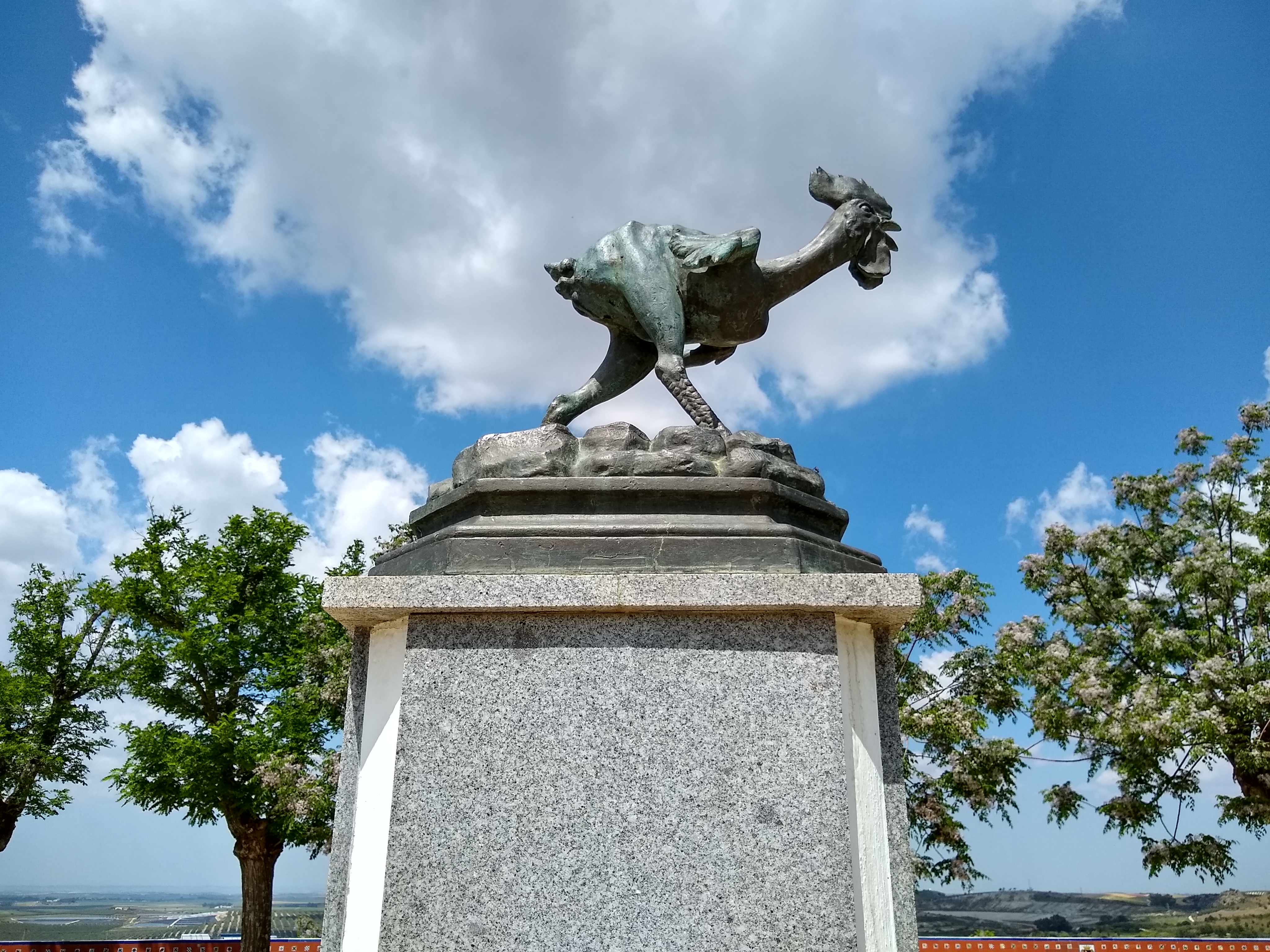
Le coq de Móron

À Morón de la Frontera ont eu lieu, 
vers le XVIe siècle, les événements qui se trouvent à l'origine du
célèbre coq de Morón et de la phrase : "il est resté comme le coq
de Morón, sans plumes et caquetant".
Des fonctionnaires dans la ville andalouse ont agi de manière
abusive envers ses habitants. Leurs exigences et outrages
démesurés, concernant la collecte des impôts, entre autres
excès, ont entraîné les protestations de la population. Un des
fonctionnaires se targuait de son pouvoir en répétant qu'il y était le
"seul coq", ou disant que "là où ce coq chante, un autre ne peut pas
chanter"; et c'est pourquoi le peuple l'a nommé d'un ton
sarcastique "le coq de Morón".
Mais un jour, ses voisins, fatigués de tant d'actes arbitraires, l'ont
guidé vers et un site retiré, l'ont dépouillé de ses vêtements et lui
ont administré une bonne raclée. Depuis lors sont sur toutes les
lèvres ces couplets qui ont immortalisé l'événement : "va que tu es
resté/ comme le coq de Morón/ sans plumes et caquetant."
À Morón de la Frontera, en Espagne, a été érigé un monument
rappelant l'existence du coq. On l'a représenté sans ses plumes,
bien qu'il s'agisse d'un honneur pour la ville parce que le coq
rappelle la révolte de ses habitants.

## Administration
| Période                                  | Période | Identité | Étiquette | Qualité |
| ---------------------------------------- | ------- | -------- | --------- | ------- |
| N/A                                      | N/A     | N/A      | N/A       | Maire   |
| Les données manquantes sont à compléter. |         |          |           |         |

## Personnalités liées à la commune
- Kike Salas (2002-), footballeur espagnol, né à Morón de la Frontera.